# Ramón Columba
Ramón Columba (Punilla, 3 de diciembre de 1891 - Buenos Aires, 14 de junio de 1959) fue un taquígrafo, caricaturista, editor y escritor argentino. En 1928 fundó, junto a su hermano Claudio, la Editorial Columba, considerada la más famosa y popular editora-distribuidora de historietas argentinas durante todo el siglo XX.

## Biografía
Radicado en la ciudad de Buenos Aires desde su primera niñez, allí cursó sus estudios. A los quince años de edad comenzó a trabajar en el Congreso Nacional, donde algún tiempo después fue nombrado taquígrafo. Inició estudios de medicina en la Universidad de Buenos Aires pero los abandonó poco tiempo después para dedicarse al dibujo; muy pronto se destacó como un destacado caricaturista. Mientras buscaba publicaciones donde editar sus dibujos continuó siendo taquígrafo del Congreso, cargo que continuaría ejerciendo hasta 1946. En 1916 incursionó en la docencia, enseñando taquigrafía en el Colegio Nacional "Bernardino Rivadavia".
En 1917 fundó, con Pedro Ángel Zavalla (Pelele) el primer Salón de Humoristas de Buenos Aires. En 1919 editó su primer libro de caricaturas, llamado Álbum de la guerra, al que le siguió dos años más tarde Apuntes del debate, con caricaturas sobre los legisladores del Congreso nacional. En 1927 fue nombrado director de taquígrafos del Congreso, cargo que continuaría ejerciendo por casi veinte años.
Fue colaborador en las revistas Vida Moderna, La Semana Universal, Mundo Argentino y Última Hora, y en los diarios La Razón y Crítica. En 1923 inició la publicación de su propia revista, Páginas de Columba, dedicada enteramente a las caricaturas e historietas, y que tenía además un suplemente infantil.
En 1928 fundó, junto a su hermano Claudio, la Editorial Columba, que publicó desde sus inicios la revista de historietas El Tony, para la cual contrató a varios dibujantes, entre los cuales hizo escuela. Por largo tiempo esa fue la principal revista de historietas orientada al público juvenil de la Argentina.
En 1936 publicó Perfiles pacifistas, con retratos de los participantes de la Conferencia Internacional de la Paz de 1936. Fue docente de dibujo en distintas instituciones, y en 1943 publicó La belleza en el desnudo, sobre dibujos al carbón y a la sanguina. En 1940 fue nombrado presidente del Ateneo Popular de Belgrano, y entre 1941 y 1945 fue presidente de la Asociación Argentina de Dibujantes. Entre 1939 y 1946 colaboró con las ediciones del noticiero cinematográfico Sucesos Argentinos.
En el año 1943 publicó su obra más conocida: El Congreso que yo he visto, en que retrató a la mayor parte de los legisladores de su época en caricaturas respetuosas, en que pretendía resaltar sus características físicas y morales más destacadas. Los textos también eran de su autoría. Varios de los retratados, como Marcelo T. de Alvear o Alfredo Palacios, figuran en momentos en que dan sus discursos en las Cámaras, con gesto enérgico. Del mismo año es Un debate en el Senado, que completa la galería de los senadores.
En 1946 dejó definitivamente su trabajo de taquígrafo del Congreso, quizá por diferencias con el naciente peronismo. Ese mismo año comenzó a trasmitir la dirección de la editorial a su hijo Ramón y su sobrino Claudio, quienes presidieron la época de mayor crecimiento de la empresa; en esta época comenzaron a publicarse las revistas Intervalo, orientada al público femenino, Fantasía y D'artagnan, que alcanzaron enorme difusión. Por su parte, Ramón Columba (padre) publicó una serie de trabajos que había estado desarrollando en campos muy variados, tales como un Manual sintético de taquigrafía (1946), Beba la irresistible (1946), Optimismo y puntos de vista (1948), una versión definitiva de El Congreso que yo he visto en dos tomos (1948 y 1950). Fue también presidente de la Asociación Argentina de Editores de Revistas.
También dejó dos películas de animación, sobre temas de política de su época.
Falleció en 1959. Fue bautizado en Cosquín en 1893, hijo de Ana Martínez y de Ramón Columba. Estaba casado con Haydée T. Ghezzi, con quien tuvo dos hijos: Ramón y Diana.